# Shannonomyia (Shannonomyia) haitensis
Shannonomyia (Shannonomyia) haitensis is een tweevleugelige uit de familie steltmuggen (Limoniidae). De soort komt voor in het Neotropisch gebied.